# Dalmay Artúr
Dalmay Artúr; Kubinszky Antal Károly György (Baja, 1841. április 24. – Fegyvernek, 1873. január 16.) magyar színész, színigazgató.

## Életútja
1866-ban lépett a pályára. Eleinte kisebb vidéki társulatoknál szerepelt, majd a vidéki színjátszás egyik vezetőjévé nőtte ki magát. 1870. őszén igazgatói engedélyt kapott. 1871. virágvasárnapjától osztalékos társulatot vezetett, majd 1872. őszétől felhagyott az igazgatással. Debrecenbe ment, ahol 1872. november 4-én Champignac (Sardou: A csapodár) szerepében lépett színpadra. Váratlan betegség jelentkezett nála ami után már nem játszhatott. Főként szerelmes- és bonvivánszerepeket formált meg.

## Családja
Kubintzki Antal és Debretzenyi Julianna fiaként született, 1841. április 25-én keresztelték. Felesége Disznósi Horváth Júlia (Győr, 1844–?) színésznő volt. Fontosabb szerepe: Tóti Dorka (Gaál J.: A peleskei nótárius).

## Működési adatai
1869–70: Balog; 1870: Szolnok; 1870–71: Hubay Gusztáv.
Igazgatóként: 1871: Túrkeve, Kisújszállás, Mezőhegyes, Orosháza, Szirák, Szécsén; 1872: Ipolyság, Aranyosmarót.